# Ericydnus turkmenicus
Ericydnus turkmenicus är en stekelart som beskrevs av Svetlana N. Myartseva 1980. Ericydnus turkmenicus ingår i släktet Ericydnus och familjen sköldlussteklar.
Artens utbredningsområde är:
- Turkmenistan.
- Uzbekistan.

Inga underarter finns listade i Catalogue of Life.